# Erstes Deutsches Bananenmuseum

Logo des Museums

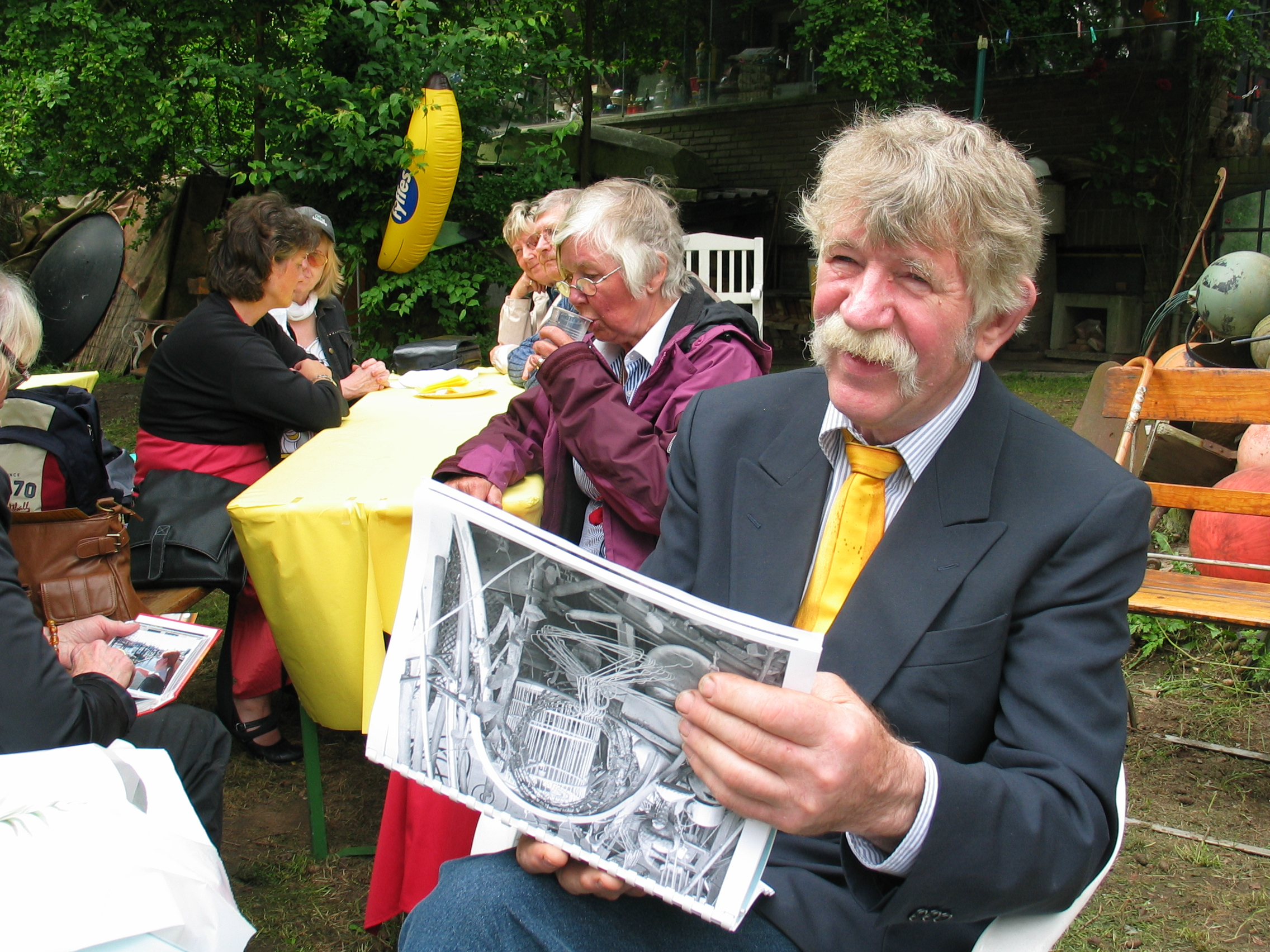
Museumsdirektor Stelli Banana 2011

Das Erste Deutsche Bananenmuseum war von 1991 bis 2018 ein privates Museum in Sierksdorf im Kreis Ostholstein. Es war das einzige deutsche Museum, das sich mit der Banane in Kunst und Wirtschaft sowie der Banane als Sammlerobjekt beschäftigte.

## Geschichte und Zerstörung durch einen Brand 2018
Das Museum wurde am 22. Juni 1991 vom Industriedesigner und freien Künstler Bernhard Stellmacher (Künstlername Stelli Banana) gegründet. Der Bestand belief sich auf etwa 10.500 Exponate.
Nachdem das Museum zuletzt wegen Umbaus geschlossen war, kam es in der Nacht zum 26. November 2018 zu einem Brand in einem Anbau. Dabei entstanden durch Rauch und Löschmittel auch Schäden am Museum selbst. Das Museum wurde danach nicht wiedereröffnet.

## Exponate
Das wertvollste Ausstellungsobjekt war ein Bananen-Stich der Naturforscherin und Künstlerin Maria Sibylla Merian aus dem frühen 18. Jahrhundert. Auch die Banane Andy Warhols war vertreten.

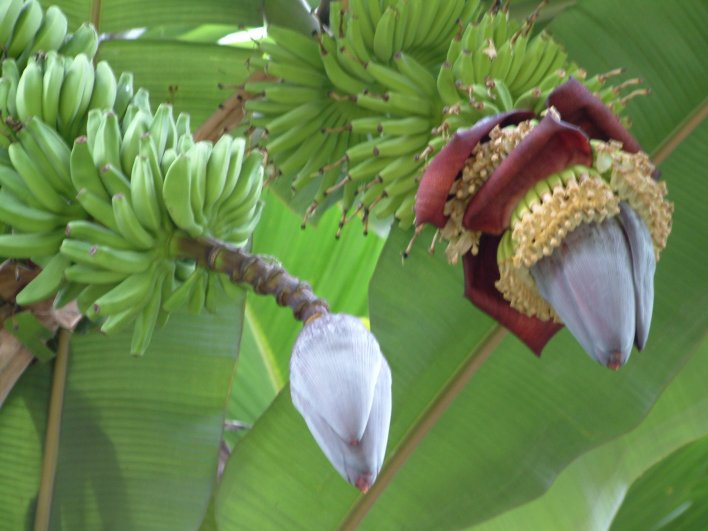
Bananen im Wachstum

Zu den weiteren Ausstellungsgegenständen gehörten eine Holzskulptur eines Arbeiters auf einer Bananenplantage, Fässer für den Transport von Bananenbrei, Plüschbananen und Darstellungen der Frucht in der Werbung, aber auch künstlerisch-humorvolle Verwendungen in einer „Bananenkrummbiegemaschine“, als Bananen-Wasserwaage sowie weitere humorvolle Objekte zum Thema Banane. Hierzu gehörte ein „heimischer Bananenhai“ und ein „Bananomat“, der Geld auswirft, wenn man eine Banane hineingibt. Auch dem Thema Erotik der Banane widmete sich das Museum.

## Sonderausstellungen
Eine Sonderausstellung widmete sich der US-französischen Tänzerin, Sängerin und Schauspielerin Josephine Baker, die im Bananenröckchen aufzutreten pflegte. Eine weitere Sonderausstellung war der deutschen „Vereinigungsfrucht“ gewidmet, bei der ein Trabant zu den Objekten gehörte. Die Ausstellung erinnerte an die Wende 1989, als nach Öffnung der innerdeutschen Grenze DDR-Bürger in die Bundesrepublik Deutschland und nach West-Berlin kamen und sich dort mit Bananen eindeckten.